# تيمبر هيلز (بنسلفانيا)
تيمبر هيلز (بالإنجليزية: Timber Hills CDP, Pennsylvania)‏ هي منطقة سكنية تقع بولاية بنسلفانيا في الولايات المتحدة. تبلغ مساحتها 1.79 كم2، وترتفع عن سطح البحر 214.88400000000001 م، بلغ عدد سكانها 360 نسمة في عام 2010 حسب إحصاء مكتب تعداد الولايات المتحدة وتصل الكثافة السكانية فيها 201.1 نسمة لكل كيلومتر مربع (520.8/ميل2).

## التركيبة السكانية
حدّد مكتب تعداد الولايات المتحدة بيانات التركيبة السكانية لتيمبر هيلز في تعداد الولايات المتحدة. في ما يلي، التركيبة السكانية حسب تعدادي 2000 و2010.

### تعداد عام 2000
بلغ عدد سكان تيمبر هيلز 329 نسمة بحسب تعداد عام 2000، وبلغ عدد الأسر 157 أسرة وعدد العائلات 114 عائلة مقيمة في المنطقة السكنية. في حين سجلت الكثافة السكانية 183.8 نسمة لكل كيلومتر مربع (476.0/ميل2). وبلغ عدد الوحدات السكنية 166 وحدة بمتوسط كثافة قدره 92.7 لكل كيلومتر مربع (240.1/ميل2).
وتوزع التركيب العرقي للمنطقة السكنية بنسبة 99.09% من البيض و0.30% من الأمريكيين ذوي الأصول الآسيوية و0.30% من الأعراق الأخرى و0.30% من عرقين مختلطين أو أكثر و0.61% من الهسبانيون أو اللاتينيون من أي عرق.
بلغ عدد الأسر 157 أسرة كانت نسبة 15.9% منها لديها أطفال تحت سن الثامنة عشر تعيش معهم، وبلغت نسبة الأزواج القاطنين مع بعضهم البعض 68.8% من أصل المجموع الكلي للأسر، ونسبة 2.5% من الأسر كان لديها معيلات من الإناث دون وجود شريك، بينما كانت نسبة 1.3% من الأسر لديها معيلون من الذكور دون وجود شريكة وكانت نسبة 27.4% من غير العائلات. تألفت نسبة 25.5% من أصل جميع الأسر من عدة أفراد يعيشون في نفس المنزل ونسبة 15.9% كانت تتألف من شخص يعيش بمفرده يبلغ من العمر 65 عاماً أو أكثر. وبلغ متوسط حجم الأسرة المعيشية 2.10، أما متوسط حجم العائلات فبلغ 2.47.
بلغ العمر الوسطي للسكان 53.3 عاماً. وكانت نسبة 13.4% من القاطنين تحت سن الثامنة عشر، وكانت نسبة 2.7% بين الثامنة عشر والرابعة والعشرين عاماً، ونسبة 16.7% كانت واقعةً في الفئة العمرية ما بين الخامسة والعشرين والرابعة والأربعين عاماً، ونسبة 41.9% كانت ما بين الخامسة والأربعين والرابعة والستين، ونسبة 25.2% كانت ضمن فئة الخامسة والستين عاماً فما فوق. يوجد لكل 100 أنثى 90.2 ذكر، ويوجد لكل 100 أنثى في الثامنة عشر من عمرها فما فوق 82.7 ذكر.
بلغ متوسط دخل الأسرة في المنطقة السكنية 55,938 دولارًا، أما متوسط دخل العائلة فبلغ 81,906 دولارًا. وكان متوسط دخل الذكور 58,333 دولارًا مقابل 38,750 دولارًا للإناث. وسجل دخل الفرد الخاص بالمنطقة السكنية 34,974 دولارًا. وكانت نسبة 0% من العائلات ونسبة 0% من السكان تحت خط الفقر، وكان من هؤلاء نسبة 0% تحت سن الثامنة عشر ونسبة 0% في الخامسة والستين من العمر وما فوق.

### تعداد عام 2010
بلغ عدد سكان تيمبر هيلز 360 نسمة بحسب تعداد عام 2010، وبلغ عدد الأسر 172 أسرة وعدد العائلات 119 عائلة مقيمة في المنطقة السكنية. في حين سجلت الكثافة السكانية 201.1 نسمة لكل كيلومتر مربع (520.8/ميل2). وبلغ عدد الوحدات السكنية 181 وحدة بمتوسط كثافة قدره 101.1 لكل كيلومتر مربع (261.8/ميل2).
وتوزع التركيب العرقي للمنطقة السكنية بنسبة 98.33% من البيض و1.11% من الأعراق الأخرى و0.56% من عرقين مختلطين أو أكثر و1.94% من الهسبانيون أو اللاتينيون من أي عرق.
بلغ عدد الأسر 172 أسرة كانت نسبة 14% منها لديها أطفال تحت سن الثامنة عشر تعيش معهم، وبلغت نسبة الأزواج القاطنين مع بعضهم البعض 63.4% من أصل المجموع الكلي للأسر، ونسبة 4.7% من الأسر كان لديها معيلات من الإناث دون وجود شريك، بينما كانت نسبة 1.2% من الأسر لديها معيلون من الذكور دون وجود شريكة وكانت نسبة 30.8% من غير العائلات. تألفت نسبة 23.8% من أصل جميع الأسر من عدة أفراد يعيشون في نفس المنزل ونسبة 16.9% كانت تتألف من شخص يعيش بمفرده يبلغ من العمر 65 عاماً أو أكثر. وبلغ متوسط حجم الأسرة المعيشية 2.09، أما متوسط حجم العائلات فبلغ 2.47.
بلغ العمر الوسطي للسكان 60.1 عاماً. وكانت نسبة 11.7% من القاطنين تحت سن الثامنة عشر، وكانت نسبة 3.6% بين الثامنة عشر والرابعة والعشرين عاماً، ونسبة 12.5% كانت واقعةً في الفئة العمرية ما بين الخامسة والعشرين والرابعة والأربعين عاماً، ونسبة 35.8% كانت ما بين الخامسة والأربعين والرابعة والستين، ونسبة 36.4% كانت ضمن فئة الخامسة والستين عاماً فما فوق. وتوزع التركيب الجنسي للسكان بنسبة 46.4% ذكور و53.6% إناث.